# Barbus progenys
Barbus progenys és una espècie de peix de la família dels ciprínids i de l'ordre dels cipriniformes present a l'Àfrica central.
Els mascles poden assolir els 18 cm de longitud total.